# 白き鋼鉄のX THE OUT OF GUNVOLT
『白き鋼鉄のX THE OUT OF GUNVOLT』（しろきこうてつのイクス ジ アウト オブ ガンヴォルト、Gunvolt Chronicles: Luminous Avenger iX）は、インティ・クリエイツより2019年9月26日に発売されたアクションゲームである。キャッチコピーは「2DアクションのX(極限)を、見せてやる。」

## 概要
『ロックマンゼロシリーズ』で制作に携わったインティ・クリエイツによる2D横スクロールアクションゲーム。同社の『蒼き雷霆 ガンヴォルト』の外伝作品にあたる。『ガンヴォルト』のライバルキャラクターにして、続編の『蒼き雷霆 ガンヴォルト 爪』にて、もう一人の主人公として登場したアキュラが本作のメインキャラクターを務める。但し、本編シリーズのサイドストーリーという訳ではなく、一作目でガンヴォルトとシアンが死亡するエンディングから分岐したifストーリーとなる。
なお、本作ではアキュラおよびRoRoの声優が内田雄馬および峯田茉優に変更された。ガンヴォルトシリーズで行われていた、ステージ作中で能動的に流れるライブノベルは廃されているが、プレイヤーの行動にRoRoが音声付で反応するようになっている。
本作ではシリーズ恒例のクードス1000ポイント時に歌唱するギミックに、新たに「オーバードライブモード」の効果が付与されるようになり、より効果的にスコア稼ぎが可能になっている。
2022年1月27日に続編の『白き鋼鉄のX2』が発売された。
2024年4月5日にスピンオフで『スイカゲーム』フォロワーのパズルゲーム『ロロパズミクス』が配信された。

## あらすじ
遥か未来、全世界は異能を宿した新人類「セプティマホルダー」（通称、セプティマ）が支配するようになり、異能を持たない旧人類「マイナーズ」は新人類推進機構「スメラギ」によって排除される対象となっていた。しかし一方で、マイナーズのために戦う「白き鋼鉄のX（イクス）」と呼ばれる英雄の存在が都市伝説として伝わっていた。
とある島国で、「白き鋼鉄のX（イクス）」こと「アキュラ」がスメラギの特殊部隊しか立ち寄らないスメラギ管理外区域へ現れ、セプティマの軍勢を次々と打ち倒していく。そこで立ち会った謎の人物「ブレイド」と戦闘になり、アキュラは窮地に立たされてしまうが、年少のマイナーズ達の行動により脱することに成功する。その実質的なリーダーでもある「コハク」からの活動拠点の提供という口実により、アキュラは自身につき従うロボット「RoRo」とともにコハク達の住むスラム街の地下で活動することとなる。
「バタフライエフェクト」を探すアキュラと、対峙するスメラギの部隊との戦いが火ぶたを切る。

## 登場キャラクター

### メインキャラクター
アキュラ
声 - 内田雄馬
主人公。
マイナーズを救いながら旅を続ける、「白き鋼鉄のX(イクス)」と呼ばれる寡黙な少年で、その素性を知るものは少ない。
「バタフライエフェクト」と呼ばれる何かを探している。
過去作と比べるとより冷静な性格で、ある事情から能力者に対する敵愾心や憎悪も薄い。
その為、戦闘を避けられないかと相手に提案したり、相手の話を聞く姿勢も見せる。
RoRo
声 - 峯田茉優
アキュラが開発した「バトルポット」と呼ばれる自立思考型ロボットで、アキュラの戦闘をサポートする。
普段は球状の姿で、かつて解析した「電子の謡精（サイバーディーヴァ）」のセプティマを再現することにより、人型の「モードディーヴァ」に変身、歌の力でアキュラを強化させられる。
この姿でヴァーチャルアイドルとして歌動画を配信しづつけており、マイナーズから「希望の歌姫」と呼ばれている。
コハク
声 - 花守ゆみり
スラム街地下に隠れ住むマイナーズの子どもたちの、明るく前向きなリーダー。
特技は機械類の修理だが、知識がある訳ではなく勘で修理している。

### マイナーズ
キョウタ
声 - 近村望実
ジン
声 - 坂巻亮侑
マリア
声 - 長縄まりあ
コハクのもとに身を寄せるマイナーズの子供たち。

### 人類進化推進機構スメラギ
デマーゼル
声 - 雪田将司
人類進化推進機構スメラギの管理AIと名乗っているが、その正体は『蒼き雷霆 ガンヴォルト』のバッドエンドでガンヴォルトとシアンを殺害した後、皇神グループを乗っ取り、自身の「蒼き雷霆（アームドブルー）」の第七波動（セプティマの旧名）を暴走させ人としての姿を捨てたアシモフ。
ブレイド
声 - 石川由依
雷撃のセプティマホルダーの剣士。
デマーゼル直属の部下で、翼戦士以上の権限を与えられているエリート。
戦闘の実力もスメラギではトップクラスで、スメラギに命じられるままにマイナーズを処分している。
その正体は、デマーゼルに拉致され「蒼き雷霆（アームドブルー）」のセプティマを移植されたコハクがお姉ちゃんと慕う元マイナーズの女性。
G-RoRo（ジャイアントロロ）
声 - 峯田茉優
デマーゼルがマイナーズ殲滅のために大量導入したRoRoを真似た戦闘車両。
バタフライエフェクト
声 - なし
人類進化推進機構スメラギの恒久平和装置と言われているが、その正体は「電子の謡精（サイバーディーヴァ）」の本来の能力者である神園ミチルをアシモフが拉致し、脳髄を摘出して機械に繋げた存在。

#### 翼戦士
クラフトマンズドリーム リベリオ
声 - 吉崎亮太
「編糸細工(クラフトウール)」のセプティマホルダー。
元々は心優しい青年であったが家族を反スメラギ組織に人質に取られたことからテロ活動に参加し、死刑囚として投獄された。
翼戦士になってからは自信の減刑と家族への生活保護などの支援を約束されている。
ファンタスティックデトネイター クリム
声 - 成澤卓
「起爆(デトネーション)」のセプティマホルダー。
表向きはカリスマ美容師であるが、裏では自らの能力で無差別に爆破行為を行う凶悪犯。
性格はナルシストそのもので、爆破行為も「自らの能力が最も美しい」と理由付けている。
重力井戸のスタルジャナ インテルス
声 - 白石涼子
「重力(グラビティ)」のセプティマホルダー。
電気メーカー「ガルガンチュア」を国内最大手にまで広げた若き女社長。商売に対しては冷徹であり、部下のこともあまり信用していないが、秘書のダイナインだけは例外で心を開いている。
復撃のアルタイル ダイナイン
声 - 梅原裕一郎
「偏向布巾(ベクタードクロス)」のセプティマホルダー。
「ガルガンチュア」が製造した秘書型ヒューマノイド。ヒューマノイドの中で唯一心を持ち、スメラギに徴収されるところをインテルスに救われたことから秘書として支えている。
翼戦士系アイドル☆ イソラ
声 - 伊藤美来
「分身(コンパニオン)」のセプティマホルダー。
自らのセプティマを交えたライヴパフォーマンスが好評なアイドル。
真面目に仕事をこなすがどこかズレており、アイドル時のキメキメの作り口調は本人なりに解釈した「真摯なアイドル像」、翼戦士時の冷徹な姿も本人なりに解釈した「翼戦士としての真摯な姿」であるらしく、彼女の素の性格を知るものは少ない。
翼戦士として働くことでスメラギからアイドル活動のサポートを受けている。
獅子王旋迅 バクト
声 - 田中惇之
「螺旋(スパイラル)」のセプティマホルダー。
元マフィアの首領。最初は幹部だったが、人情の厚さから内部抗争で崩壊しかけたファミリーを立て直した。
バクト自信をスカウトしに来たスメラギにファミリーの構成員を一斉摘発され、構成員の放免のために翼戦士となる。

#### 中ボス
ガランド
スメラギ第拾参ビルの中ボス。
レディバグ
第二データ施設の中ボス。

## EXウェポン
スパークステラー
初期装備。
前方に地形をすり抜ける4本の電流を発射する。
ロックオンすると、ロック対象をビットが取り囲んで持続ダメージのある雷撃を発生させる。
アンカーネクサス
リベリオから入手。
一番近い敵に糸が繋がり、ブリッツダッシュが追尾するようになる。
オービタルエッジ
インテルスから入手。
超重量の2枚の刃を発生させ、アキュラを中心として回転させる。
緑色のブロックを破壊できる。
ルミナリーマイン
クリムから入手。
圧縮したエネルギーを発射し、敵や壁に触れると大爆発を起こす。
キスオブディーバ
イソラから入手。
RoRoの姿を模した球を発射する。
チャージすると、WPをすべて消費するがモード・ディーヴァを模した高威力のエネルギーを発射する。
ドラフトスパイラル
バクトから入手。
アキュラの真下から竜巻を発生させる。
二段ジャンプのような利用もできる。
クロスランサー
ダイナインから入手。
上段、下段の順で2連射できる、敵を包んで無力化する布の槍を発射する。
包まれた敵はオービタルエッジで大ダメージを与えられる。

## ミッション
スラム街
ボスはブレイド(一戦目仕様)。
廃デパート
屋上にあるパンダの乗り物に乗ると前進させられる。
ボスはリベリオ。
スメラギ第拾参ビル
前半は資材搬入用の輸送列車上を進み、中ボスのガランドがいる。後半は重力が低くなっているビル内部を進む。
ボスはインテルス。
自動増殖プラント
廃棄されたプラント内外を進む。
前半は爆発するエネルギータンクとザコラッシュ、後半はレーザーセンサーで作動するカッターの仕掛けがある。
ボスはクリム。
メディカルセンター
ボスはブレイド(二戦戦目仕様)。
超級電波塔"ツクヨミ"
前半は空中の輸送機を渡り、後半は電波塔内部を進む。
前後半通してホバー装置の仕掛けがある。
ボスはイソラ。
第一データ施設
現在では封鎖された古いデータ施設内を進む。
蒼き雷霆 ガンヴォルトのデータバンク施設が廃墟化したように見えるが、ベルトコンベアや磁力場発生装置は停止している。
前後半通してリフトの仕掛けがあり、前半にザコラッシュがある。
ボスはバクト。
第二データ施設
スメラギの重要データが集まるデータ施設内を進む。
前半はシャッターの仕掛けがあり、中ボスのレディバグがいる。
モニターにスパークステラーを当てると映像を再生できる。
ボスはダイナイン。
スラム街2
ボスはジャイアントロロ。
スメラギ地下秘密基地1
ボスはブレイド(三戦目仕様)。
スメラギ地下秘密基地2
リベリオ、インテルス、クリムと再戦する。
ボスはバタフライエフェクト。
スメラギ地下秘密基地3
イソラ、バクト、ダイナインと再戦する。
ボスはデマーゼル第一形態、デマーゼル第二形態。

## 挿入歌
各ステージでクードス1000に到達した際や復活時に流れる挿入歌、およびドラマCD収録の挿入歌。
『白銀の約束（プロトコル）』
歌：RoRo（CV:峯田茉優）
作詞：ハコファクトリィ
作曲：川上領
編曲：ヨナオケイシ
ステージ：スラム街、スメラギ地下研究施設3、SPミッション7、VSアシモフ
『リアルダイアリー』
歌：RoRo（CV:峯田茉優）
作詞：ハコファクトリィ
作曲：川上領
編曲：ヨナオケイシ
ステージ：廃デパート、SPミッション1、VSリベリオ
『オリジナルコード』
歌：RoRo（CV:峯田茉優）
作詞：ハコファクトリィ
作曲：川上領
編曲：ヨナオケイシ
ステージ：スメラギ第拾参ビル、スメラギ地下秘密基地1、SPミッション2、VSインテルス
『キミとエクスプロージョン』
歌：RoRo（CV:峯田茉優）
作詞：ハコファクトリィ
作曲：川上領
編曲：ヨナオケイシ
ステージ：自動増殖プラント、メディカルセンター、SPミッション3、VSクリム、VSブレイド
『ぼくたちのシンパシー』
歌：RoRo（CV:峯田茉優）
作詞：ハコファクトリィ
作曲：川上領
編曲：ヨナオケイシ
ステージ：超級電波塔ツクヨミ、スメラギ地下研究施設2、SPミッション4、VSイソラ、VSバタフライエフェクト
『3.2.1.0』
歌：RoRo（CV:峯田茉優）
作詞：ハコファクトリィ
作曲：川上領
編曲：ヨナオケイシ
ステージ：第一データ施設、SPミッション5、VSバクト
『ストレス⭐︎アラーム』
歌：RoRo（CV:峯田茉優）
作詞：ハコファクトリィ
作曲：山田一法
編曲：ヨナオケイシ
ステージ：第二データ施設、スラム街2、SPミッション6、VSダイナイン、VSジャイアントロロ
『大祓（イグナイター）』
歌：RoRo（CV:峯田茉優）
作詞：ハコファクトリィ
作曲：山田一法
編曲：ヨナオケイシ
モード・アウェイクニング発動
『記憶解放MIAOU』
歌：RoRo（CV:峯田茉優）
作詞：ハコファクトリィ
作曲：山田一法
編曲：ヨナオケイシ
モード・ダークネス発動
『レゾンデートル』
歌：RoRo（CV:峯田茉優）
作詞：ハコファクトリィ
作曲：山田一法
編曲：ヨナオケイシ
ダウンロードコンテンツ追加曲
『希望灯（サーチライト）』
歌：RoRo（CV:峯田茉優）
作詞：ハコファクトリィ
作曲：山田一法
編曲：ヨナオケイシ
エンディングテーマ
『成層圏（ストラトスフィア）』
歌：RoRo（CV:峯田茉優）
作詞：ハコファクトリィ
作曲：山田一法
編曲：ヨナオケイシ
ドラマCD『プロローグ -希望の歌姫-』挿入歌
『全力応援フルスロットル』
歌：イソラ（CV:伊藤美来）
作詞：岡篤志
作曲：佐藤巧
編曲：佐藤巧
ドラマCD『イソラ全力アイドルロード』挿入歌